# Богани Кумало
Богани Сандиле Кумало (енгл. Bongani Sandile Khumalo; Манзини, 6. јануар 1987) је јужноафрички фудбалер.